# Eleições estaduais em Minas Gerais em 1958
As eleições estaduais em Minas Gerais em 1958 ocorreram em 3 de outubro como parte das eleições gerais no Distrito Federal, em 20 estados e nos territórios federais do Acre, Amapá, Rondônia e Roraima. Foram eleitos o senador Milton Campos, além de 39 deputados federais e 74 deputados estaduais.
Contemporâneo de Afonso Arinos, Carlos Drummond de Andrade e Gustavo Capanema, o advogado Milton Campos diplomou-se na Universidade Federal de Minas Gerais e também exerceu a profissão de jornalista. Nascido em Ponte Nova, apoiou a candidatura presidencial de Getúlio Vargas e apoiou a subsequente Revolução de 1930. Advogado-geral do estado no governo Olegário Maciel, elegeu-se deputado federal em 1934 e exerceu o mandato até que o mesmo foi extinto pelo Estado Novo em 1937, arbítrio que o tornou opositor da Era Vargas. Professor da Universidade Federal de Minas Gerais e presidente da seccional mineira da Ordem dos Advogados do Brasil nos anos seguintes, assinou o Manifesto dos Mineiros em 24 de outubro de 1943 em favor da redemocratização do país. Filiado à UDN, elegeu-se deputado federal em 1945, assinou a Constituição de 1946 e foi eleito governador de Minas Gerais em 1947 com o apoio de uma parte do PSD. Após conquistar outro mandato como deputado federal em 1954, perdeu a eleição para vice-presidente da República para João Goulart em 1955 e venceu a disputa para senador 1958 ao superar seu ex-aliado, Artur Bernardes Filho.

## Resultado da eleição para senador
Segundo o Tribunal Superior Eleitoral houve 1.336.583 votos nominais (70,79%), 384.567 votos em branco (20,37%) e 166.877 votos nulos (8,84%) resultando no comparecimento de 1.888.027 eleitores.
| Candidatos a senador da República | Candidatos a suplente de senador | Número | Coligação           | Votação | Percentual |
| --------------------------------- | -------------------------------- | ------ | ------------------- | ------- | ---------- |
| Milton Campos UDN                 | Ver abaixo -                     | -      | UDN, PDC            | 780.624 | 58,40%     |
| Artur Bernardes Filho PR          | Ver abaixo -                     | -      | PR, PSD             | 413.949 | 30,97%     |
| Pedro Gomes de Oliveira PTB       | Ver abaixo -                     | -      | PTB (sem coligação) | 142.010 | 10,63%     |
| Fonte:                            |                                  |        |                     |         |            |

## Resultado da eleição para suplente de senador
Segundo o Tribunal Superior Eleitoral houve 932.894 votos nominais (49,41%), 760.569 votos em branco (40,28%) e 194.564 votos nulos (10,31%) resultando no comparecimento de 1.888.027 eleitores.
| Candidatos a senador da República | Candidatos a suplente de senador | Número | Coligação           | Votação | Percentual |
| --------------------------------- | -------------------------------- | ------ | ------------------- | ------- | ---------- |
| Ver acima -                       | José de Faria Tavares UDN        | -      | UDN, PDC            | 484.833 | 51,97%     |
| Ver acima -                       | Dilermando Cruz PR               | -      | PR, PSD             | 336.662 | 36,09%     |
| Ver acima -                       | Leontino Cunha PTB               | -      | PTB (sem coligação) | 111.399 | 11,94%     |
| Fonte:                            |                                  |        |                     |         |            |

## Deputados federais eleitos
São relacionados os candidatos eleitos com informações complementares da Câmara dos Deputados.

Representação eleita
  PSD: 18
  UDN: 8
  PR: 8
  PTB: 5

Fonteː
| Deputados federais eleitos | Partido | Votação | Percentual | Cidade onde nasceu     | Unidade federativa |
| Bias Fortes                | PSD     | 66.362  |            | Barbacena              | Minas Gerais       |
| Magalhães Pinto            | UDN     | 52.979  |            | Santo Antônio do Monte | Minas Gerais       |
| Pinheiro Chagas            | PSD     | 44.997  |            | Oliveira               | Minas Gerais       |
| José Maria Alkimim         | PSD     | 41.087  |            | Bocaiuva               | Minas Gerais       |
| Guilhermino de Oliveira    | PSD     | 38.024  |            | Belo Horizonte         | Minas Gerais       |
| José Raimundo              | PTB     | 37.862  |            | Belo Horizonte         | Minas Gerais       |
| Bento Gonçalves            | PR      | 37.444  |            | Matozinhos             | Minas Gerais       |
| Carlos Murilo              | PSD     | 37.070  |            | Diamantina             | Minas Gerais       |
| Geraldo Vasconcelos        | PSD     | 36.557  |            | Ponte Nova             | Minas Gerais       |
| San Tiago Dantas           | PTB     | 35.364  |            | Rio de Janeiro         | Rio de Janeiro     |
| Celso Brant                | PR      | 34.996  |            | Diamantina             | Minas Gerais       |
| Pedro Aleixo               | UDN     | 34.756  |            | Mariana                | Minas Gerais       |
| Feliciano Pena             | PR      | 34.122  |            | Santa Maria de Itabira | Minas Gerais       |
| Pedro Vidigal              | PSD     | 33.988  |            | Presidente Bernardes   | Minas Gerais       |
| Ultimo de Carvalho         | PSD     | 32.703  |            | Juiz de Fora           | Minas Gerais       |
| Maurício de Andrade        | PSD     | 31.739  |            | Lavras                 | Minas Gerais       |
| Olavo Bilac Pinto          | UDN     | 30.867  |            | Santa Rita do Sapucaí  | Minas Gerais       |
| José Humberto              | UDN     | 30.429  |            | Prata                  | Minas Gerais       |
| Ovídio de Abreu            | PSD     | 30.410  |            | Pará de Minas          | Minas Gerais       |
| Mário Palmério             | PTB     | 30.115  |            | Monte Carmelo          | Minas Gerais       |
| Nogueira de Rezende        | PR      | 28.334  |            | Conselheiro Lafaiete   | Minas Gerais       |
| José Bonifácio             | UDN     | 28.417  |            | Barbacena              | Minas Gerais       |
| Tristão da Cunha           | PR      | 27.610  |            | Teófilo Otoni          | Minas Gerais       |
| Ozanam Coelho              | PSD     | 26.478  |            | Ubá                    | Minas Gerais       |
| Gabriel Passos             | UDN     | 26.022  |            | Itapecerica            | Minas Gerais       |
| Carlos do Lago             | PSD     | 25.998  |            | Barretos               | São Paulo          |
| João Pimenta da Veiga      | PSD     | 25.156  |            | São João Nepomuceno    | Minas Gerais       |
| Manoel de Almeida          | PSD     | 24.567  |            | Januária               | Minas Gerais       |
| Carlos Luz                 | PSD     | 24.471  |            | Três Corações          | Minas Gerais       |
| Oscar Dias Correia         | UDN     | 23.506  |            | Itaúna                 | Minas Gerais       |
| França Campos              | PSD     | 23.207  |            | Diamantina             | Minas Gerais       |
| Nogueira da Gama           | PTB     | 22.327  |            | Cataguases             | Minas Gerais       |
| Francisco Badaró Júnior    | PSD     | 22.144  |            | Minas Novas            | Minas Gerais       |
| Uriel Alvim                | PSD     | 22.034  |            | Belo Horizonte         | Minas Gerais       |
| Rondon Pacheco             | UDN     | 20.115  |            | Uberlândia             | Minas Gerais       |
| Abel Rafael Pinto          | PR      | 19.729  |            | Paraíba do Sul         | Rio de Janeiro     |
| Paulo Freire               | PR      | 18.887  |            | Riachão do Dantas      | Sergipe            |
| Walter Athayde             | PTB     | 18.858  |            | Barbacena              | Minas Gerais       |
| Juarez de Souza Carmo      | PR      | 18.364  |            | Amparo da Serra        | Minas Gerais       |
| Fonte:                     |         |         |            |                        |                    |

## Deputados estaduais eleitos
Foram escolhidos 74 deputados estaduais para a Assembleia Legislativa de Minas Gerais.

Representação eleita
  PSD: 24
  PR: 17
  PTB: 12
  UDN: 11
  PSP: 5
  PTN: 3
  PDC: 1
  PRP: 1

Fonteː
| Deputados estaduais eleitos | Partido | Votação | Percentual | Cidade onde nasceu     | Unidade federativa |
| Hermelindo Paixão           | PSD     | 23.882  |            |                        |                    |
| José Augusto                | PSD     | 19.231  |            | Caeté                  | Minas Gerais       |
| Aécio Cunha                 | PR      | 18.819  |            | Teófilo Otoni          | Minas Gerais       |
| Waldomiro Lobo              | PTB     | 17.758  |            |                        |                    |
| Teófilo Pires               | PR      | 17.690  |            | Coração de Jesus       | Minas Gerais       |
| Renato Azeredo              | PSD     | 17.116  |            | Sete Lagoas            | Minas Gerais       |
| Euro Arantes                | UDN     | 16.672  |            |                        |                    |
| Nacip Raydan                | PSD     | 15.739  |            |                        |                    |
| Euclides Cintra             | PTB     | 15.124  |            |                        |                    |
| Guimarães Maia              | PR      | 15.096  |            |                        |                    |
| Osvaldo Tolentino           | PSD     | 14.649  |            |                        |                    |
| Geraldo Landi               | PR      | 14.573  |            |                        |                    |
| Lourival Brasil             | PSD     | 14.548  |            | Estrela do Sul         | Minas Gerais       |
| João Carvalho               | PSD     | 14.478  |            |                        |                    |
| Manoel Taveira              | UDN     | 14.195  |            | Alfenas                | Minas Gerais       |
| Saulo Diniz                 | PTB     | 13.903  |            |                        |                    |
| João Bello                  | PR      | 13.714  |            | Porciúncula            | Rio de Janeiro     |
| Simão da Cunha              | UDN     | 13.612  |            | Abaeté                 | Minas Gerais       |
| Otelino Sol                 | PSD     | 13.540  |            |                        |                    |
| Soares de Figueiredo        | PSD     | 13.154  |            |                        |                    |
| Hugo Aguiar                 | PSD     | 12.764  |            |                        |                    |
| Pio Canedo                  | PSD     | 12.549  |            | Muriaé                 | Minas Gerais       |
| Ladislau Sales              | PTB     | 12.187  |            |                        |                    |
| Oliveira Souza              | PSD     | 12.169  |            | Bicas                  | Minas Gerais       |
| Manoel Costa                | PSD     | 12.084  |            | Capivari               | São Paulo          |
| Hernani Maia                | PTB     | 11.956  |            | Rio de Janeiro         | Rio de Janeiro     |
| Bonifácio de Andrada        | UDN     | 11.945  |            | Barbacena              | Minas Gerais       |
| Israel Pinheiro Filho       | PSD     | 11.889  |            | Belo Horizonte         | Minas Gerais       |
| Murilo Badaró               | PSD     | 11.846  |            | Minas Novas            | Minas Gerais       |
| Sady da Cunha               | PR      | 11.808  |            |                        |                    |
| Dermeval Pimenta Filho      | PTB     | 11.788  |            |                        |                    |
| Walthon Goulart             | UDN     | 11.750  |            | Muriaé                 | Minas Gerais       |
| Luiz Maranha                | PSD     | 11.737  |            |                        |                    |
| Freitas Castro              | PR      | 11.590  |            | Ponte Nova             | Minas Gerais       |
| Dnar Mendes                 | UDN     | 11.357  |            | Rio Pomba              | Minas Gerais       |
| Cândido Ulhoa               | PTB     | 10.992  |            |                        |                    |
| Osvaldo Pieruccetti         | UDN     | 10.978  |            | Patrocínio             | Minas Gerais       |
| Jorge Ferraz                | PR      | 10.950  |            | Belo Horizonte         | Minas Gerais       |
| Cyro Maciel                 | PR      | 10.945  |            | Piranga                | Minas Gerais       |
| Mário Hugo Ladeira          | PR      | 10.911  |            | Rio Novo               | Minas Gerais       |
| Khrysantho Muniz            | PSD     | 10.843  |            |                        |                    |
| Ulysses Escobar             | PR      | 10.788  |            |                        |                    |
| Jorge Carone                | PR      | 10.749  |            | Visconde do Rio Branco | Minas Gerais       |
| Hilo Andrade                | PSD     | 10.687  |            |                        |                    |
| João Navarro                | PTB     | 10.503  |            |                        |                    |
| Godofredo Prata             | PTB     | 10.458  |            |                        |                    |
| Sebastião Anastácio         | PSD     | 10.424  |            |                        |                    |
| Pedreira Cavalcanti         | PR      | 10.348  |            |                        |                    |
| Álvaro Sales                | PSD     | 10.357  |            | Bonfim                 | Minas Gerais       |
| Ulisses Couto               | PSD     | 10.309  |            |                        |                    |
| Horta Pereira               | UDN     | 10.147  |            | Belo Horizonte         | Minas Gerais       |
| Paulo Campos                | UDN     | 10.039  |            | Pompéu                 | Minas Gerais       |
| Wilson Modesto              | PTB     | 9.968   |            |                        |                    |
| Patrus de Souza             | PTB     | 9.796   |            |                        |                    |
| Castro Pires                | PSD     | 9.552   |            |                        |                    |
| João de Almeida             | PSD     | 9.531   |            |                        |                    |
| Wilson Guimarães            | PSD     | 9.528   |            |                        |                    |
| Duarte Braga                | PR      | 9.446   |            |                        |                    |
| Lúcio de Souza Cruz         | PR      | 9.398   |            | Curvelo                | Minas Gerais       |
| Florivaldo Dias             | UDN     | 9.368   |            |                        |                    |
| Antônio Pacheco Ribeiro     | PR      | 9.354   |            |                        |                    |
| Athos Vieira de Andrade     | PR      | 9.284   |            | Itanhomi               | Minas Gerais       |
| João Batista Miranda        | UDN     | 9.230   |            | Lajinha                | Minas Gerais       |
| Luiz Junqueira              | PSP     | 8.706   |            |                        |                    |
| Hélvio Moreira              | PTB     | 8.695   |            |                        |                    |
| Frederico Pardini           | PSP     | 7.514   |            | Santos                 | São Paulo          |
| Daniel de Barros            | PTN     | 6.920   |            |                        |                    |
| Domingos Jório              | PTN     | 6.805   |            |                        |                    |
| Divino Ramos                | PTN     | 6.789   |            |                        |                    |
| Celso Arinos                | PSP     | 6.603   |            | [ nota 13 ]            |                    |
| Said Arges                  | PSP     | 6.450   |            |                        |                    |
| José Fernandes Filho        | PDC     | 5.903   |            |                        |                    |
| Gomes Moreira               | PSP     | 5.855   |            |                        |                    |
| Navarro Vieira              | PRP     | 3.930   |            | Botelhos               | Minas Gerais       |
| Fonte:                      |         |         |            |                        |                    |